# 奇形风毛菊
奇形风毛菊（学名：Saussurea fastuosa）为菊科风毛菊属的植物。分布于尼泊尔、锡金以及中国大陆的云南、西藏等地，生长于海拔2,400米至3,700米的地区，多生长于林缘、灌丛边缘、林下及草地多石处，目前尚未由人工引种栽培。